# Margareta Hägglund
Margareta "Maggan" Hägglund, född 1952, är en svensk journalist och författare.
Hägglund debuterade som författare 2012 med boken Drunkna inte i dina känslor (skriven tillsammans med Doris Dahlin). Boken blev en av Sveriges bäst säljande fackböcker 2012. Hägglund har tidigare varit chefredaktör för tidskriften Tara.